# Фабио Гросо
Фабио Гросо (на италиански: Fabio Grosso) е бивш италиански футболист, защитник. Роден е на 28 ноември 1977 г. в Рим. 

## Клубна кариера
Гросо е роден в Рим, и след като изкарва няколко сезона в аматьорския Ренато Кури (Пескара), Гросо прави професионалния си дебют в Серия С2 с отбора на Киети. По това време Фабио Гросо играе като атакуващ халф и бележи 17 гола в 68 мача. През 2001 г. Фабио Гросо преминава в Перуджа, а през 2003 г. записва първия си мач с националния отбор на Италия. В Перуджа Гросо е сложен на позицията ляв защитник от треньора Серсе Косми. През 2004 г. Гросо подписва с Палермо, като тогава отбора е още в Серия Б. Фабио Гросо може да играе и като ляво крило и има много добро изпълнение на пряк свободен удар. През лятото на 2006 г. Гросо преминава в Интер за сумата от 5.5 млн. евро. След 23 изиграни мача и 2 вкарани гола с фланелката на „нерадзурите“, Гросо преминава във френския шампион Олимпик Лион през лятото на 2007 г. На 31 август 2009 г. е трансфериран в Ювентус за 2 млн. евро.

## Кариера по години
1994-1998  Ренато Кури

1998-2001  Киети

2001-2004  Перуджа

2004-2006  Палермо

2006-2007  Интер

2007-2009  Лион

2009-2012  Ювентус

## Национален отбор
Участник е на Световното първенство по футбол през 2006 г. в Германия, където е един от най-добре представилите се футболисти на „Скуадрата“, след спечелената дузпа на четвъртфинала срещу Австралия в 92 мин., изключителния гол срещу Германия на полуфинала и автор на петата последна дузпа, направила Италия Световен шампион.